# 九重“夢”大吊橋
33°10′26″N 131°13′36″E / 33.17389°N 131.22667°E

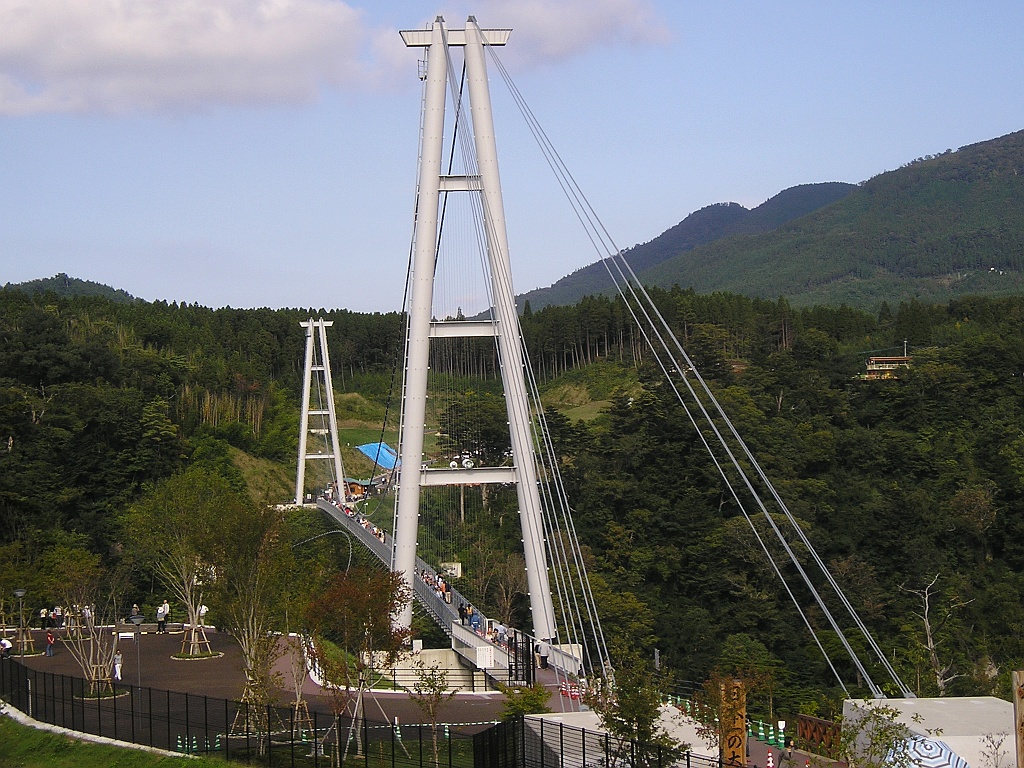
九重“夢”大吊橋

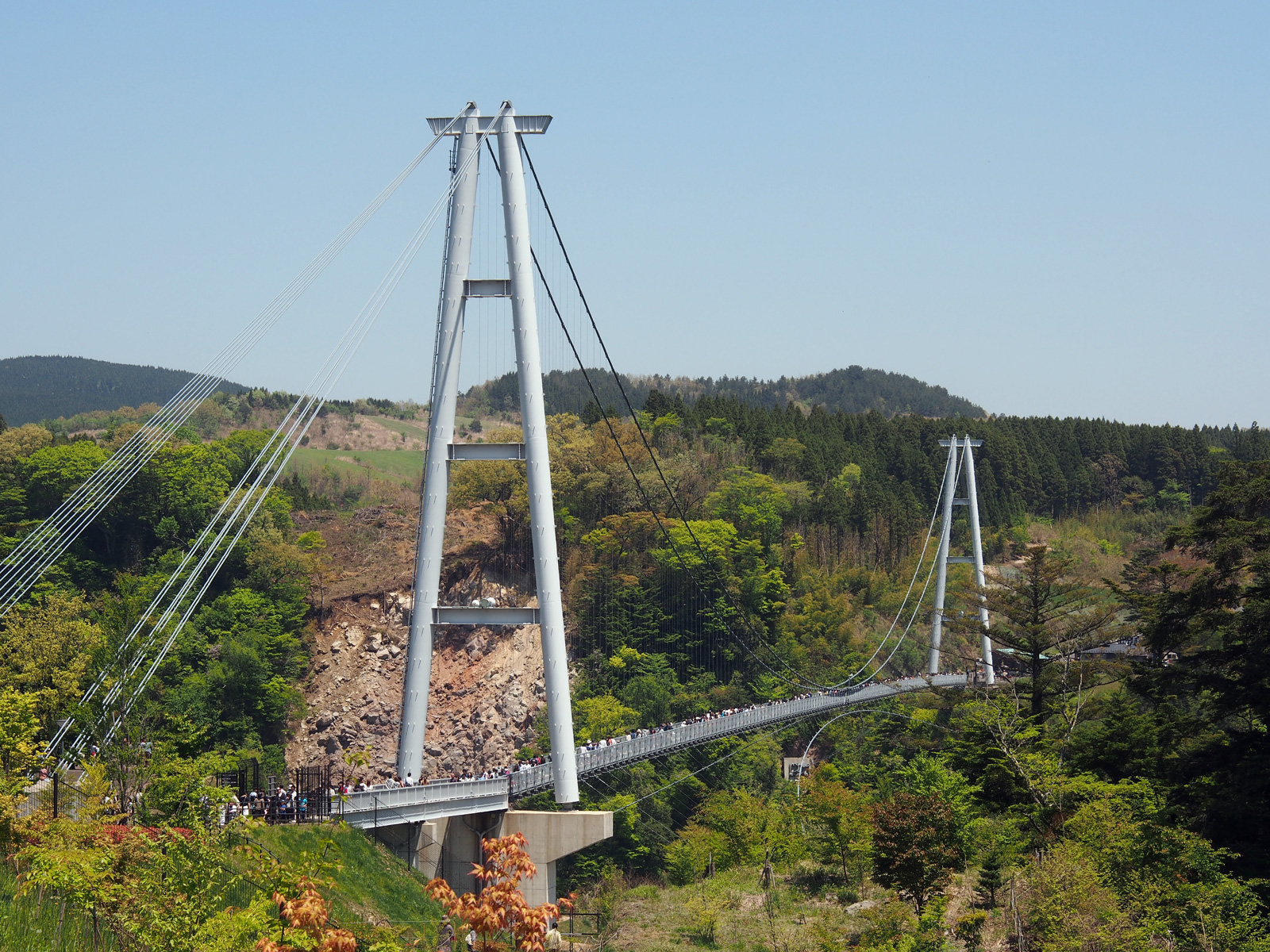
九重“夢”大吊橋

九重“夢”大吊橋是位於日本大分縣玖珠郡九重町的一座人行吊橋，為日本最高的人行吊橋。在橋面上可見到被列入日本瀑布百選的震動瀑布及九醉溪溪谷景色。
吊橋於2006年10月30日開通，全長390公尺，橋面寬度1.5公尺，橋面離溪谷水面高度達173公尺，在2015年位於静岡縣三島市的箱根西麓·三島大吊橋（全長400公尺）開通前，也曾是日本最長的人行吊橋。
從2006年開通至2017年，累積購票的遊客已超過1,000萬人。

## 外部連結
- （日語）官方网站
- （繁體中文） 官方网站
- （简体中文） 官方网站